# اورنا بنایی
اورنا بانای (به عبری: אורנה בנאי‎)(زادهٔ ۲۵ نوامبر ۱۹۶۶) بازیگر، کمدین، سرگرم‌کننده و عضو سابق شورای شهر تل آویو یافو اسرائیلی است.

## زندگی‌نامه
بنایی در بئرشبا زاده شد و در شهر امر بزرگ شد. پدرش یک قاضی در بئرشبا بود و مادرش یکی از مدیران آموزش و پرورش در شهر بئرشبا بود. بسیاری از نزدیکان او بازیگران و خوانندگان موفق اسرائیلی بودند. نسل بعدی خانواده بنایی، از جمله اورنا و برادرانش، که میر و اویاتار نام داشتند نیز از این سنّت پیروی کردند. بنایی پس از سه سال تحصیل در رشته بازیگری در استودیوی "نیسان ناتیو" در تل آویو، شروع به اجرای برنامه‌های استندآپ کمدی و سرگرمی کرد.
بنایی به خاطر بازی در نقش "لیمور" در یکی از برنامه‌های تلویزیونی طنز در تلویزیون اسرائیل به همراه ارز تال، بسیار شناخته شد. از سال ۲۰۰۳، بنایی در یک برنامه تلویزیونی طنز محبوب به نام "Eretz Nehederet" شروع به اجرا کرد. علاوه بر این، بنایی در درام‌های تلویزیونی مانند "Merchav-Yarkon" و "Max VeMoris" بازی کرد. بنای همچنین در نمایشنامه‌های تئاتری مانند مجردها و آخرین رقص برهنگی نیز بازی کرد.
او از سال ۲۰۰۳ تا ۲۰۰۸ به عنوان عضو شورای شهر تل آویو یافو از طرف حزب سبز نیز خدمت کرد.
بنایی در سال ۲۰۰۵ در یک برنامه تلویزیونی نقش «عفرت» را بازی کرد که در آن برنامه به عنوان نویسنده نیز ایفای نقش کرده بود. این برنامه تلویزیونی بر اساس ماجرای واقعی بارداری خود بنایی و تولد پسرش بود.
او دیدگاه خود را در مورد مناقشه اعراب و اسرائیل به عنوان یک چپگرا توصیف می‌کند.

## زندگی شخصی
بنایی خواهر خوانندگان اویاتار بنایی، میر بنایی و عفرت بنایی است.
او در سال ۱۳۸۲ صاحب پسری به نام امیر شد. در سال ۲۰۰۸ او در مصاحبه‌ای با روزنامه "یدیعوت تل آویو" فاش کرد که پدر بچه‌اش روزنامه‌نگاری به نام "آهارون بارنیاً است.

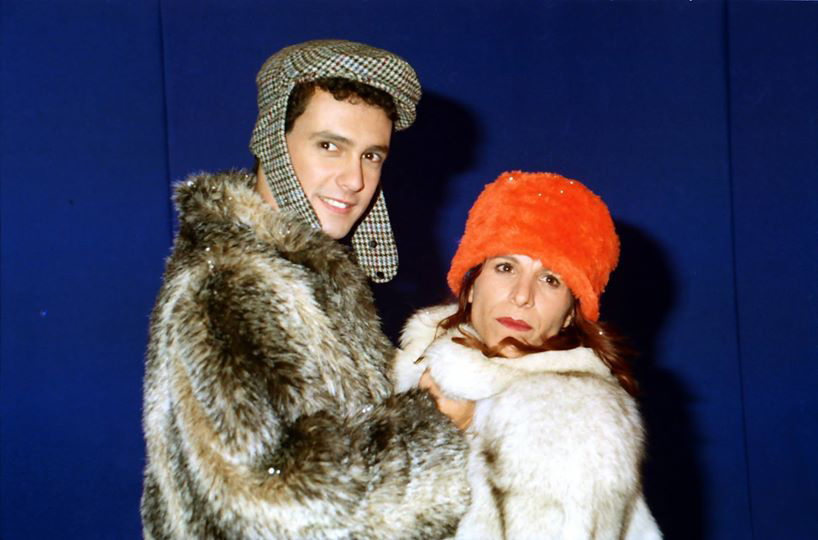
اودد مناشه و اورنا بنایی

بنایی در سال ۲۰۰۸ در حالی که با شخصی به نام «کارین» رابطه داشت، دومین فرزندش به نام «میکا» را به دنیا آورد.
در ۲۷ دسامبر ۲۰۱۱ بنایی خود را به عنوان یک لزبین معرفی کرد. او در ژوئیه ۲۰۱۷ با بازیگر و فیلمنامه‌نویسی به نام «چن ساباگ» رابطه برقرار کرد و در ماه مه ۲۰۱۹ خبر وجود این رابطه در رسانه‌ها منتشر شد که باعث جدایی آنها از یکدیگر شد. پس از آن، او حدود شش ماه با سرآشپزی به نام «شیرال» رابطه داشت. همچنین از سال ۲۰۲۱ بنایی با «آدی کوهن» رابطه داشته است.
بنایی ساکن تل آویو است.

## فعالیت سیاسی
بنایی از نظر سیاسی فعال است و با مبارزات مستمری را برای حقوق حیوانات دارد. او با احزاب چپ سیاسی در اسرائیل در ارتباط است.
قبل از انتخابات مقامات محلی در اسرائیل سال ۲۰۰۳، او به حزب سبز پیوست و از طرف این حزب به عنوان عضو شورای شهرداری تل آویو برای یک دوره خدمت کرد. بنایی در کنفرانس‌های مختلف در زمینه‌های سیاسی سخنرانی می‌کند. در انتخابات شورای شهر تل‌آویو در سال ۲۰۱۳، او در جایگاه نمادین هجدهم که آخرین جایگاه در فهرست بود، قرار گرفت.
بنایی در مصاحبه‌ای در جریان نبرد ۲۰۱۴ اسرائیل و غزه به درد و رنج هر دو طرف درگیری اشاره کرد. او گفت که شرمنده مردم اسرائیل است زیرا «بیشتر آنها بابت این جنگ عصبانی هستند» و گفت که نمی‌تواند بگوید «بگذارید اسرائیل پیروز شود» زیرا اعتقاد دارد که مردم غزه نیز حق زندگی دارند. این اظهارات بعدها مورد انتقاد قرار گرفت و بنایی توسط مجری تلوزیونی از برنامه زنده خارج شد. بنایی سپس اظهارات خود را پس گرفت، بیانیه‌ای صادر کرد و در آن نوشت که برخی از سخنان او اشتباه فهمیده شده، حماس را به عنوان یک سازمان تروریستی معرفی کرد و عملیات نظامی اسرائیل را صحیح و مناسب توجیه کرد.
او در اعتراضات علیه نتانیاهو شرکت داشت و در جریان این اعتراضات، بنایی یک اسباب بازی جنسی را به همراه تصویر بنیامین نتانیاهو منتشر کرد و به خاطر این کار خود بسیار مورد انتقاد قرار گرفتند.
در فوریه ۲۰۲۱، او به همراه گروهی از خوانندگان به دادگاه عالی اسرائیل شکایت کردند و از دادستان کل خواستند که دربارهٔ رهبران کمپین «چپ‌های خیانتکار» تحقیق کنند.